# Stemonoporus
Genre
Classification phylogénétique
Stemonoporus est un genre d'arbres de la famille des Dipterocarpaceae endémique du Sri Lanka.

## Synonymes
- Vesquella'
- Sunapteopsis
- Kunekelia

## Répartition
Ce genre est endémique au Sri Lanka. 

## Liste d'espèces
Le genre Stemonoporus compte une trentaine d'espèces, dont plus de la moitié sont en danger critique d'extinction.
- Stemonoporus acuminatus (Thwaites) P.S.Ashton
- Stemonoporus affinis Thwaites
- Stemonoporus angustisepalus Kosterm.
- Stemonoporus bullatus Kosterm.
- Stemonoporus canaliculatus, Thwaites
- Stemonoporus ceylanicus (Wight) Alston
- Stemonoporus cordifolius (Thwaites) P.S.Ashton
- Stemonoporus elegans Thwaites
- Stemonoporus gardneri Thwaites
- Stemonoporus gilimalensis Kosterm.
- Stemonoporus gracilis Kosterm.
- Stemonoporus kanneliyensis Kosterm.
- Stemonoporus laevifolius Kosterm.
- Stemonoporus lanceolatus Thwaites
- Stemonoporus lancifolius (Thwaites) P.S.Ashton
- Stemonoporus latisepalus Kosterm.
- Stemonoporus marginalis Kosterm.
- Stemonoporus moonii Thwaites
- Stemonoporus nitidus Thwaites
- Stemonoporus oblongifolius Thwaites
- Stemonoporus petiolaris Thwaites
- Stemonoporus reticulatus Thwaites
- Stemonoporus revolutus Trimen ex Hook.f.
- Stemonoporus rigidus Thwaites
- Stemonoporus scalarinervis Kosterm.
- Stemonoporus scaphifolius Kosterm.